# كنيفوفيا محدبة
الكنيفوفيا المحدبة نوع نباتي يتبع جنس الكنيفوفيا من الفصيلة البروقية.

## الموئل والانتشار
الموئل الأصلي لهذ النوع هو المستنقعات في الكاميرون في غرب إفريقيا، ولكنها معرضة للخطر بسبب إزالة موئلها.